# Antti Sovijärvi

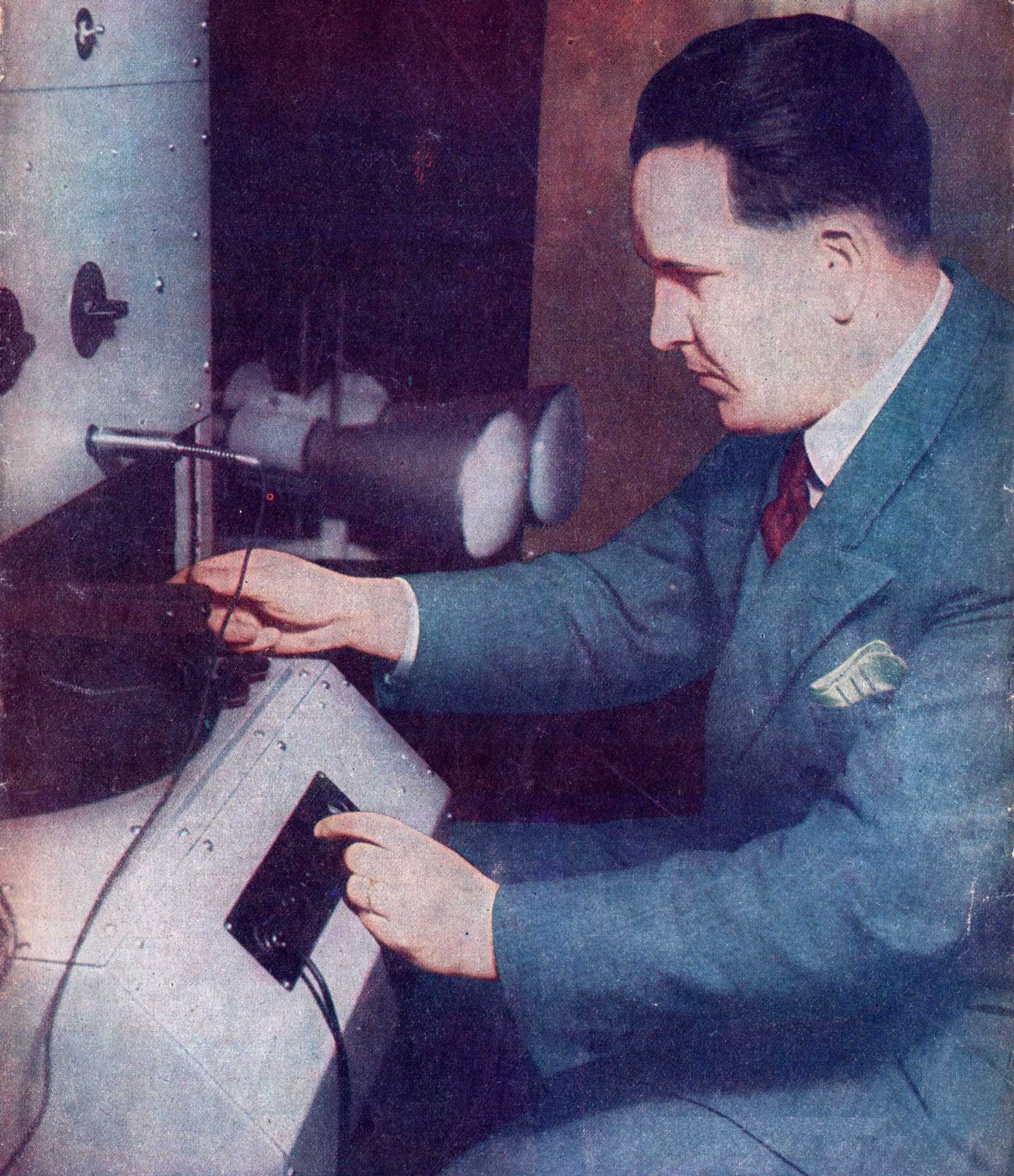
Antti Sovijärvi.

Arvi Antti Ilmari Sovijärvi, född 22 april 1912 i Helsingfors, död där 9 april 1995, var en finländsk fonetiker. Han var far till Anssi Sovijärvi.
Sovijärvi blev student 1930, filosofie kandidat 1936, filosofie magister samma år, filosofie licentiat på avhandlingen Die gehaltenen, geflüsterten und gesungenen Vokale und Nasale der finnischen Sprache; physiologisch-physikalische Lautanalysen 1938 och filosofie doktor i Helsingfors 1940. Han var e.o. professor i fonetik vid Helsingfors universitet 1940–1948 och ordinarie professor där 1948–1977. Han invaldes som ledamot av Finska Vetenskapsakademien 1949 och av Finska Vetenskaps-Societeten 1964. Han utvecklade resonansrörsmetoden för talterapi, vilken begagnats sedan 1960-talet.

### Uppslagsverk
- Sovijärvi, Arvi Antti Ilmari i Kuka kukin on (1978, på finska)